# Минатитлан (Косолеакаке)
Минатитлан (шп. Minatitlán) насеље је у Мексику у савезној држави Веракруз у општини Косолеакаке. Насеље се налази на надморској висини од 13 м.

## Становништво
Према подацима из 2010. године у насељу је живело 47499 становника.

### Хронологија
| Година       | 2000                  | 2005                  | 2010                  |
| ------------ | --------------------- | --------------------- | --------------------- |
| Становништво | 39703 (19210 / 20493) | 43116 (20678 / 22438) | 47499 (23011 / 24488) |

### Попис
| \| \| м \| \| \| ж \| \| 0—2 \| 1.243 \| \| \| 1.186 \| \| 3—5 \| 1.288 \| \| \| 1.212 \| \| 6—11 \| 2.691 \| \| \| 2.435 \| \| 12—14 \| 1.309 \| \| \| 1.309 \| \| 15—17 \| 1.457 \| \| \| 1.406 \| \| 18—24 \| 2.983 \| \| \| 3.174 \| \| 60+ \| 1.804 \| \| \| 1.927 \| \| Просек : \| 29,1 \| \| \| 30,5 \| |       |  |  |       |
| |       |  |  |       |
| | м     |  |  | ж     |
| 0—2 | 1.243 |  |  | 1.186 |
| 3—5 | 1.288 |  |  | 1.212 |
| 6—11 | 2.691 |  |  | 2.435 |
| 12—14 | 1.309 |  |  | 1.309 |
| 15—17 | 1.457 |  |  | 1.406 |
| 18—24 | 2.983 |  |  | 3.174 |
| 60+ | 1.804 |  |  | 1.927 |
| Просек : | 29,1  |  |  | 30,5  |

| #   | Индикатор                                                                                        | Вредност |
| --- | ------------------------------------------------------------------------------------------------ | -------- |
| 1   | Становништво од 0 до 2 године                                                                    | 2429     |
| 2   | Мушко становништво од 0 до 2 године                                                              | 1243     |
| 3   | Женско становништво од 0 до 2 године                                                             | 1186     |
| 4   | Становништво са 3 и више година                                                                  | 44150    |
| 5   | Мушко становништво са 3 и више година                                                            | 21310    |
| 6   | Женско становништво са 3 и више година                                                           | 22840    |
| 7   | Становништво са 5 и више година                                                                  | 42527    |
| 8   | Мушко становништво са 5 и више година                                                            | 20466    |
| 9   | Женско становништво са 5 и више година                                                           | 22061    |
| 10  | Становништво са 12 и више година                                                                 | 36524    |
| 11  | Мушко становништво са 12 и више година                                                           | 17331    |
| 12  | Женско становништво са 12 и више година                                                          | 19193    |
| 13  | Становништво са 15 и више година                                                                 | 33906    |
| 14  | Мушко становништво са 15 и више година                                                           | 16022    |
| 15  | Женско становништво са 15 и више година                                                          | 17884    |
| 16  | Становништво са 18 и више година                                                                 | 31043    |
| 17  | Мушко становништво са 18 и више година                                                           | 14565    |
| 18  | Женско становништво са 18 и више година                                                          | 16478    |
| 19  | Становништво од 3 до 5 година                                                                    | 2500     |
| 20  | Мушко становништво од 3 до 5 година                                                              | 1288     |
| 21  | Женско становништво од 3 до 5 година                                                             | 1212     |
| 22  | Становништво од 6 до 11 година                                                                   | 5126     |
| 23  | Мушко становништво од 6 до 11 година                                                             | 2691     |
| 24  | Женско становништво од 6 до 11 година                                                            | 2435     |
| 25  | Становништво од 8 до 14 година                                                                   | 6044     |
| 26  | Мушко становништво од 8 до 14 година                                                             | 3110     |
| 27  | Женско становништво од 8 до 14 година                                                            | 2934     |
| 28  | Становништво од 12 до 14 година                                                                  | 2618     |
| 29  | Мушко становништво од 12 до 14 година                                                            | 1309     |
| 30  | Женско становништво од 12 до 14 година                                                           | 1309     |
| 31  | Становништво од 15 до 17 година                                                                  | 2863     |
| 32  | Мушко становништво од 15 до 17 година                                                            | 1457     |
| 33  | Женско становништво од 15 до 17 година                                                           | 1406     |
| 34  | Становништво од 18 до 24 године                                                                  | 6157     |
| 35  | Мушко становништво од 18 до 24 године                                                            | 2983     |
| 36  | Женско становништво од 18 до 24 године                                                           | 3174     |
| 37  | Женско становништво од 15 до 49 година                                                           | 13727    |
| 38  | Становништво са 60 и више година                                                                 | 3731     |
| 39  | Мушко становништво са 60 и више година                                                           | 1804     |
| 40  | Женско становништво са 60 и више година                                                          | 1927     |
| 41  | Однос између мушкараца и жена                                                                    | 93.97    |
| 42  | Становништво од нуле до 14 година                                                                | 12673    |
| 43  | Становништво од 15 до 64 године                                                                  | 31534    |
| 44  | Становништво од 65 година и више                                                                 | 2372     |
| 45  | Просечан број деце                                                                               | 2.13     |
| 46  | Становништво рођено у ентитету                                                                   | 39170    |
| 47  | Мушко становништво рођено у ентитету                                                             | 18973    |
| 48  | Женско становништво рођено у ентитету                                                            | 20197    |
| 49  | Становништво рођено у другом ентитету                                                            | 7253     |
| 50  | Мушко становништво рођено у другом ентитету                                                      | 3501     |
| 51  | Женско становништво рођено у другом ентитету                                                     | 3752     |
| 52  | Становништво од 5 година и више резидентно у ентитету у јуну 2005. године                        | 40546    |
| 53  | Мушко становништво старосног доба од 5 година и више, резидентно у ентитету у јуну 2005. године  | 19422    |
| 54  | Женско становништво старосног доба од 5 и више година, резидентно у ентитету у јуну 2005. године | 21124    |
| 55  | Становништво од 5 година и више које је живело у другом ентитету у јуну 2005. године             | 1644     |
| 56  | Мушко становништво старије од 5 година које је живело у другом ентитету у јуну 2005. године      | 845      |
| 57  | Женско становништво старије од 5 година које је живело у другом ентитету у јуну 2005. године     | 799      |
| 58  | Становништво од 3 године и више које говори аутохтони језик                                      | 1032     |
| 59  | Мушко становништво старо 3 године и више које говори аутохтони језик                             | 503      |
| 60  | Женско становништво старо 3 године и више које говори аутохтони језик                            | 529      |
| 61  | Становништво од 3 године и више које говори аутохтони језик и не говори шпански језик            | 2        |
| 62  | Мушко становништво старо 3 године и више које говори аутохтони језик и не говори шпански         | 1        |
| 63  | Женско становништво старо 3 године и више које говори аутохтони језик и не говори шпански језик  | 1        |
| 64  | Становништво старо 3 године и више које говори аутохтони језик и шпански                         | 908      |
| 65  | Мушко становништво старо 3 године и више које говори аутохтони језик и шпански                   | 445      |
| 66  | Женско становништво старо 3 године и више које говори аутохтони језик и шпански                  | 463      |
| 67  | Становништво од 5 година и више које говори аутохтони језик                                      | 1024     |
| 68  | Становништво од 5 година и више које говори аутохтони језик и не говори шпански језик            | 2        |
| 69  | Становништво од 5 година и више које говори аутохтони језик и говори шпански језик               | 902      |
| 70  | Становништво у домородачким домаћинствима                                                        | 2845     |
| 71  | Становништво са ограничењима у активностима                                                      | 1428     |
| 72  | Становништво са ограниченим ходањем или кретањем, горе или доле                                  | 709      |
| 73  | Становници са ограничењима вида, чак и уз кориштење сочива                                       | 420      |
| 74  | Становништво са ограничењима говора, комуникације или конверзације                               | 168      |
| 75  | Становништво са ограниченим слухом                                                               | 138      |
| 76  | Становништво са ограничењима при одевању, купању или јелу                                        | 75       |
| 77  | Становништво са ограничењима у опажању или учењу једноставних ствари                             | 50       |
| 78  | Становништво са менталним ограничењима                                                           | 128      |
| 79  | Становништво без ограничења активности                                                           | 44909    |
| 80  | Становништво од 3 до 5 година које не похађа школу                                               | 1184     |
| 81  | Мушко становништво од 3 до 5 година које не похађа школу                                         | 615      |
| 82  | Женско становништво од 3 до 5 година које не похађа школу                                        | 569      |
| 83  | Становништво од 6 до 11 година које не похађа школу                                              | 159      |
| 84  | Мушко становништво од 6 до 11 година које не похађа школу                                        | 85       |
| 85  | Женско становништво од 6 до 11 година које не похађа школу                                       | 74       |
| 86  | Становништво од 12 до 14 година које не похађа школу                                             | 165      |
| 87  | Мушко становништво од 12 до 14 година које не похађа школу                                       | 84       |
| 88  | Женско становништво од 12 до 14 година које не похађа школу                                      | 81       |
| 89  | Становништво од 15 до 17 година похађа школу                                                     | 2142     |
| 90  | Мушко становништво од 15 до 17 година похађа школу                                               | 1071     |
| 91  | Женско становништво између 15 и 17 година живота у школи                                         | 1071     |
| 92  | Становништво од 18 до 24 године похађа школу                                                     | 2016     |
| 93  | Мушко становништво од 18 до 24 године похађа школу                                               | 1046     |
| 94  | Женско становништво од 18 до 24 године похађа школу                                              | 970      |
| 95  | Становништво од 8 до 14 година које не може да чита и пише                                       | 167      |
| 96  | Мушко становништво старосног доба од 8 до 14 година које не може да чита и пише                  | 103      |
| 97  | Женско становништво старосног доби од 8 до 14 година које не може да чита и пише                 | 64       |
| 98  | Становништво од 15 година и више које је неписмено                                               | 1994     |
| 99  | Мушко становништво од 15 година и више које је неписмено                                         | 560      |
| 100 | Женско становништво од 15 година и више које је неписмено                                        | 1434     |
| 101 | Становништво старо 15 и више година без школовања                                                | 2319     |
| 102 | Мушко становништво старо 15 и више година без школовања                                          | 750      |
| 103 | Женско становништво старо 15 и више година без школовања                                         | 1569     |
| 104 | Становништво старосног доба 15 и више година са непотпуним основним образовањем                  | 4028     |
| 105 | Мушко становништво старосног доба од 15 година и више са непотпуном основним образовањем         | 1639     |
| 106 | Женско становништво старосног доба 15 и више година са непотпуном основним образовањем           | 2389     |
| 107 | Становништво старо 15 и више година са комплетним основним образовањем                           | 5308     |
| 108 | Мушко становништво старо 15 година и више са комплетним основним образовањем                     | 2420     |
| 109 | Женско становништво старо 15 и више година са комплетним основним образовањем                    | 2888     |
| 110 | Становништво старосног доба 15 и више година са непотпуним средњим образовањем                   | 1916     |
| 111 | Мушко становништво старосног доба од 15 година и више са непотпуним средњим образовањем          | 995      |
| 112 | Женско становништво старосног доба од 15 година и више са непотпуним средњим образовањем         | 921      |
| 113 | Становништво старо 15 и више година са пуним секундарном образовањем                             | 7036     |
| 114 | Мушко становништво старосног доба од 15 година и више са пуним секундарном образовањем           | 3533     |
| 115 | Женско становништво старосног доба од 15 година и више са пуним секундарном образовањем          | 3503     |
| 116 | Становништво старије од 18 година са постосновним образовањем                                    | 12148    |
| 117 | Мушко становништво старије од 18 година са постосновним образовањем                              | 6203     |
| 118 | Женско становништво старије од 18 година са постосновним образовањем                             | 5945     |
| 119 | Просечна оцена школовања                                                                         | 8.74     |
| 120 | Просечан ниво образовања мушке популације                                                        | 9.16     |
| 121 | Просечан ниво образовања женског становништва                                                    | 8.36     |
| 122 | Економски активно становништво                                                                   | 19400    |
| 123 | Економски активна мушка популација                                                               | 12661    |
| 124 | Економски активна женска популација                                                              | 6739     |
| 125 | Становништво које није економски активно                                                         | 16988    |
| 126 | Мушко становништво које није економски активно                                                   | 4589     |
| 127 | Женско становништво које није економски активно                                                  | 12399    |
| 128 | Запослено становништво                                                                           | 18562    |
| 129 | Запослено мушко становништво                                                                     | 11981    |
| 130 | Запослено женско становништво                                                                    | 6581     |
| 131 | Незапослена популација                                                                           | 838      |
| 132 | Незапослена мушка популација                                                                     | 680      |
| 133 | Незапослена женска популација                                                                    | 158      |
| 134 | Становништво без права на здравствене услуге                                                     | 16823    |
| 135 | Становништво које има право на здравствене услуге                                                | 29667    |
| 136 | Становништво које има право на ИМСС                                                              | 13950    |
| 137 | Становништво које има право на социјално осигурање                                               | 1983     |
| 138 | Становништво које има право на државно социјално осигурање                                       | 59       |
| 139 | Становништво које има право на опште осигурање или здравствено осигурање за нову генерацију      | 7852     |
| 140 | Становништво које је било једном или није било у браку током 12 година и више                    | 12372    |
| 141 | Венчано или уједињено становништво од 12 година и више                                           | 20013    |
| 142 | Становништво које је било у браку или уједињено 12 година и више                                 | 4082     |
| 143 | Становништво са католичком религијом                                                             | 27138    |
| 144 | Протестанти, еванђелисти и библијски следбеници различити од еванђелиста                         | 11387    |
| 145 | Становништво са другим религијама различитим од претходних                                       | 35       |
| 146 | Становништво без религије                                                                        | 7694     |
| 147 | Укупно пописаних домаћинства                                                                     | 12615    |
| 148 | Пописна домаћинства на челу са мушкарцима                                                        | 8751     |
| 149 | Пописна домаћинства на челу са женама                                                            | 3864     |
| 150 | Становништво у пописним домаћинствима                                                            | 46576    |
| 151 | Становништво у пописним домаћинствима на челу са мушкарцима                                      | 33456    |
| 152 | Становништво у пописним домаћинствима на челу са женама                                          | 13120    |
| 153 | Укупно домаћинстава                                                                              | 14793    |
| 154 | Укупно насељених домаћинстава                                                                    | 12920    |
| 155 | Укупно приватних кућа                                                                            | 14488    |
| 156 | Насељени приватни домови                                                                         | 12615    |
| 157 | Укупно насељених приватних кућа                                                                  | 12919    |
| 158 | Ненасељене приватне куће                                                                         | 1478     |
| 159 | Појединачна домаћинства за привремену употребу                                                   | 395      |
| 160 | Становници у насељеним приватним кућама                                                          | 46576    |
| 161 | Насељеност станара у приватним становима                                                         | 3.69     |
| 162 | Просечно становника по соби у приватним насељеним домаћинствима                                  | 1.16     |
| 163 | Појединачна домаћинства са подовима од различитих материјала од земље                            | 12112    |
| 164 | Појединачна домаћинства у приземљу                                                               | 438      |
| 165 | Појединачна домаћинства са једном спаваћом собом                                                 | 5595     |
| 166 | Појединачна домаћинства са две спаваће собе и више                                               | 6991     |
| 167 | Појединачна домаћинства са једним собом                                                          | 2260     |
| 168 | Појединачна домаћинства са две собе                                                              | 2380     |
| 169 | Појединачна домаћинства са 3 собе и више                                                         | 7940     |
| 170 | Појединачна домаћинства која имају електрично светло                                             | 12471    |
| 171 | Појединачна домаћинства која немају електрично светло                                            | 117      |
| 172 | Појединачна домаћинства која имају водоводну воду у стамбеном простору                           | 8931     |
| 173 | Појединачна домаћинства која немају водоводну воду у стамбеном простору                          | 3633     |
| 174 | Појединачна домаћинства која имају тоалет                                                        | 12451    |
| 175 | Појединачна домаћинства која имају канализацију                                                  | 12396    |
| 176 | Појединачна домаћинства која немају канализацију                                                 | 171      |
| 177 | Појединачна домаћинства која имају електрично светло, довод воде из јавне мреже и канализацију   | 8833     |
| 178 | Појединачна домаћинства без икаквих услова                                                       | 162      |
| 179 | Појединачна домаћинства која имају радио                                                         | 9861     |
| 180 | Појединачна домаћинства која имају телевизор                                                     | 11871    |
| 181 | Појединачна домаћинства која имају фрижидер                                                      | 10816    |
| 182 | Појединачна домаћинства која имају машину за веш                                                 | 9184     |
| 183 | Појединачна домаћинства која имају аутомобил или комби                                           | 3916     |
| 184 | Појединачна домаћинства која имају рачунар                                                       | 3193     |
| 185 | Појединачна домаћинства која имају фиксну телефонску линију                                      | 4652     |
| 186 | Појединачна домаћинства која имају мобилни телефон                                               | 9967     |
| 187 | Појединачна домаћинства која имају приступ интернету                                             | 2459     |
| 188 | Величина локације                                                                                | 9        |